# 藤川矢之輔
藤川 矢之輔（ふじかわ やのすけ、1951年1月30日 - ）は、東京都出身の劇団前進座に所属する歌舞伎役者。本名は今村 民路。屋号は大坂屋（おおざかや）。
祖父は、前進座の七人の侍の一人と言われた藤川八蔵。叔母は女優のいまむらいづみ、母親は日本舞踊家の藤間多寿、妹は前進座の女優今村文美など、芸能一家の出身。前進座第三世代のリーダーと言われ、2011年から劇団前進座幹事長、2017年からは劇団の理事長を務めた。
初仕事は前進座と北星映画社が製作した1951年の映画『どっこい生きてる』で、生後2カ月での出演であった。1955年の『花ざかり』で初舞台。桐朋学園短期大学部芸術科演劇コース（4期）修了。今村民路名義で活動する。
1970年代は中村梅之助と共にテレビ時代劇でも活躍した。1972年より梅之助主演のテレビシリーズ『遠山の金さん捕物帳』で遠山金四郎を陰から支える密偵“飴屋の虎吉”として途中からレギュラー入りした後、1973年スタートの『伝七捕物帳』(日本テレビ版)では梅之助演じる伝七の子分“かんざしの文治”を4年にわたり演じた。1979年のテレビ朝日版『伝七』でも同役を演じている。
本名で活動していたが、1980年の前進座創立50周年記念公演を機に現在の芸名となった。以降、テレビドラマへの出演は途絶え、舞台での主な役に、河竹黙阿弥の『三人吉三巴白浪』の和尚吉三、『五重塔』の川越の源太などがある。近年は老け役も好評で芸達者な俳優である。

## テレビドラマ
- おゝい雲（1971年、NHK） - 西条十郎
- 遠山の金さん捕物帳（1972年 - 1973年、NET） - 虎さん
- 必殺シリーズ（朝日放送） 
  - 必殺仕掛人第32話 「正義にからまれた仕掛人」（1973年） - 劇中劇の役者
  - 必殺仕事人第47話「悔し技情念恋火攻め」（1980年） - 嵐花三郎
- 旅人異三郎 第24話「渡世の義理に罠がしかけられた」（1973年、東京12チャンネル / 三船プロ）
- 伝七捕物帳（1973年 - 1977年、日本テレビ） - かんざしの文治
- 花神 (NHK大河ドラマ)（1977年）- 入江九一
- 若さま侍捕物帳第14話「参上!! 黒い罠」（1978年、テレビ朝日） - 宍戸右近
- 伝七捕物帳（1979年、テレビ朝日） - かんざしの文治